# Копань Василь Юрійович
Василь Юрійович Копань (1995—2024) — український військовослужбовець, підполковник загону спецпризначення, згодом — бригади «Азов» Національної гвардії України, учасник російсько-української війни, що відзначився і загинув у ході російського вторгнення в Україну. Герой України (2025, посмертно).

## Життєпис
Народився 13 листопада 1995 р. в місті Маріуполі. Активіст маріупольського фанатського руху.
У вересні 2014 р. приєднався до батальйону «Азов». Пройшов шлях від солдата до підполковника. Не мав спеціальної військової освіти, як і більшість добровольців в «Азові».
Брав участь в Широкинській наступальній операції, 2019 року протягом 8 місяців тримав оборону у районі Світлодарської дуги .
Брав участь в обороні Маріуполя та Азовсталі в лютому-травні 2022 р. Під його командуванням проводилися рейди глибинної розвідки, диверсії та спецоперації. За наказом Верховного Головнокомандувача у травні 2022 р. вийшов у полон з території комбінату «Азовсталь».
У вересні 2022 р. в результаті обміну був визволений з полону, після нетривалої реабілітації повернувся у стрій .
Фонд YOUkraine подарував квартиру в місті Українка Василю і його родині . 
Влітку 2023 р. брав участь в контрнаступальних діях на Оріхівському напрямку. 
З серпня 2023 р. по серпень 2024 р. брав участь в оборонних та наступальних діях в Серебрянському лісництві на Луганщині, зокрема, планував наступальні дії, завдяки яким вдалося звільнити 5,03 кв. км українських територій, ліквідувати й поранити близько 650 окупантів і ще 17 узяти в полон, а також знищити військову техніку. 

## Загибель
7 вересня 2024-го Василь Копань разом із побратимами вступив у бій із ворогом у смт Нью-Йорк Донецької області. Унаслідок обстрілу наступного дня дістав несумісне з життям поранення і загинув. 
Прощання відбулося 13 вересня 2024 року в Київському крематорії 
12 травня 2025 року Президент України Володимир Зеленський вручив орден «Золота Зірка» членам родини Василя Копаня.

## Нагороди
- Звання «Герой України» з удостоєнням ордена «Золота Зірка» (20 січня 2025 року, посмертно) — за особисту мужність і героїзм, виявлені у захисті державного суверенітету та територіальної цілісності України, самовіддане служіння Українському народові[6][7];
- Орден «За мужність» ІІІ ступеня (25 березня 2022 року) — за особисту мужність і самовіддані дії, виявлені у захисті державного суверенітету та територіальної цілісності України, вірність військовій присязі, зразкове виконання службового обов’язку[8];
- Орден Богдана Хмельницького ІІІ ступеня (23 лютого 2024 року) — за особисту мужність і самовідданість, виявлені у захисті державного суверенітету та територіальної цілісності України, сумлінне та бездоганне служіння Українському народові[9].